# White slave propaganda

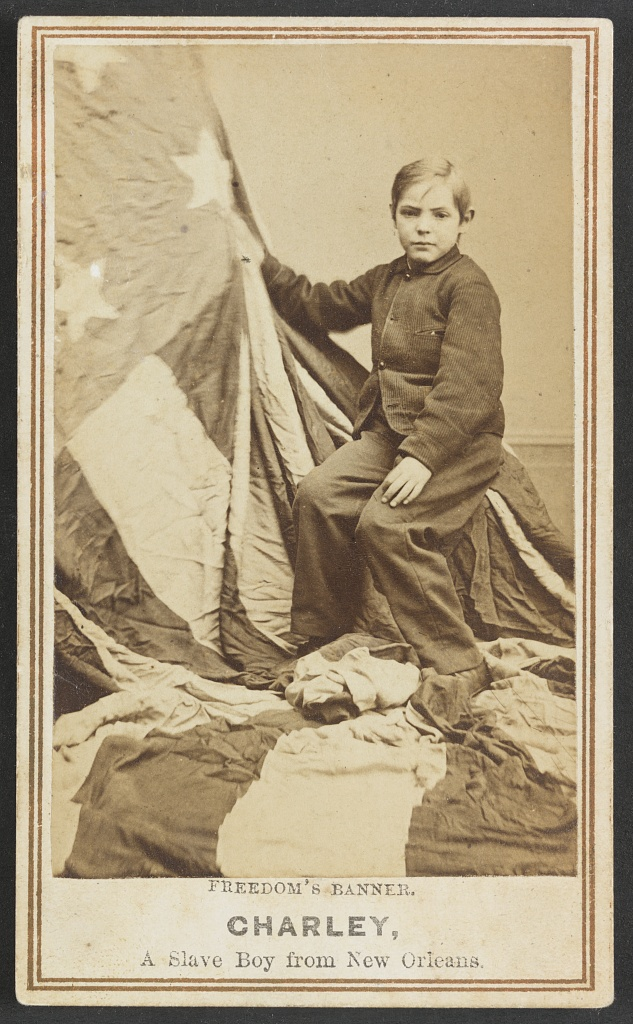
"Charley, en slavpojke från New Orleans", 1864. Charley Taylor var son till en kvinnlig slav och en vit man, Alexander Withers, som ägde honom och hans mor. Han såldes till en slavhandlare av sin far och såldes vidare till New Orleans, där han blev fri under inbördeskriget. Det faktum att han såg vit ut användes av abolitionisterna, som tog hans bild och använde den i pressen.

White slave propaganda (vit slavpropaganda) var metod som användes av den amerikanska abolitionismrörelsen före och under det amerikanska inbördeskriget, då man förde fram exempel på slavar som såg ut att vara vita för att skapa opinion mot slaveriet hos en vidare publik.

## Historik
I USA var slaveri starkt förknippat med "ras", och vita människor förutsattes vara fria medan svarta förutsattes vara slavar. På grund av den sexuella exploateringen av slavar, särskilt vita mäns sexuella exploatering av kvinnliga svarta slavar, blev det dock allt vanligare med slavar som generation efter generation såg allt vitare ut. I ett land där slaveriet associerades så starkt med "ras" var detta en känslig fråga i både Sydstaterna och Nordstaterna. 
Abolitioniströrelsen började under de sista åren före inbördeskriget alltmer uppmärksamma saken och använda den för att driva opinion. De använde sig av fotografier, skönlitteratur, föreläsningar och andra metoder för att föra fram dessa exempel. Särskilt kända är fotografier av utseendemässigt vita slavar eller före detta slavar. Det var då frågan om slavar som var av blandat ursprung och därför inte såg ut som afroamerikaner. Ofta fotograferades de tillsammans med personer med tydliga afro-amerikanska drag. De personer som deltog bestod ofta av före detta slavar som hade blivit frigivna eller rymt från slaveriet till Nordstaterna. 
Det gjordes för att skapa en chock hos publiken, och illustrera att mänskligheten var gemensam hos alla slavar och människor. Ett viktigt argument som användes i sammanhanget var också att om afroamerikaner kunde hållas i slaveri även om de såg ut som vita personer, skulle också helt vita personer i slutändan löpa risken att förslavas. Det var ett argument som väckte rädsla hos en vit publik i Nordstaterna under 1850-talet, när det var allmänt känt att slavjägare från Sydstaterna kom till Nordstaterna för att hämta tillbaka förrymda slavar, och det även förekom berömda fall när afroamerikaner som var födda fria och aldrig hade levt i slaveri greps och förslavades av slavjägarna. Under de sista åren före inbördeskriget började abolitionistpropagandan alltmer föra fram argumentet om den risk även vita människor löpte av att förslavas, när personer som såg vita ut redan levde i slaveri.  
Berömda exempel var Mary Mildred Williams, en frigiven flicka vars fotografi cirkulerade i pressen 1855-1856. Ett annat berömt exempel var en publicitetsturné som organiserades med stöd av National Freedman's Association och American Missionary Association under inbördeskriget 1863-1864, där en grupp på åtta före detta slavar från Louisiana (som ockuperats av nordstaterna 1863), tre vuxna och fem barn, av vilka fyra hade ett utpräglat "vitt" utseende, togs med på en turné till Philadelphia. Många fotografier togs av denna grupp, och de blev vida spridda och berömda på sin tid. 